# Zofia Sawiczewska
Zofia Sawiczewska (ur. 28 sierpnia 1938 w Kozienicach, zm. 24 maja 2025) – polska ekonomistka, profesor, dziekan Wydziału Ekonomiki Transportu UG (1987–1990).

## Życiorys
W 1961 r. ukończyła studia ekonomiczne w Wyższej Szkole Ekonomicznej w Sopocie, w 1967 r. obroniła pracę doktorską, a w 1974 r. habilitowała się. W 1988 r. uzyskała tytuł profesora nauk ekonomicznych. 
Została pracownikiem naukowym w Szkole Handlowej we Wrocławiu, w Akademii Finansów w Warszawie oraz w Wyższej Szkole Administracji i Biznesu im. Eugeniusza Kwiatkowskiego w Gdyni.
Została pochowana 3 czerwca 2025 na cmentarzu komunalnym w Sopocie.

## Odznaczenia i wyróżnienia
- Odznaka „Za zasługi dla Gdańska”[1]
- Złoty Krzyż Zasługi[1]
- Medal Komisji Edukacji Narodowej[1]
- Krzyż Kawalerski Orderu Odrodzenia Polski[1]